# Niederndorf (Bad Rodach)
Niederndorf ist ein Gemeindeteil der Stadt Bad Rodach im oberfränkischen Landkreis Coburg.

## Geographie
Der Weiler liegt an der Rodach zwischen Gauerstadt und Bad Colberg, etwa 13 Kilometer nordwestlich von Coburg beziehungsweise fünf Kilometer südöstlich von Bad Rodach. Die Gemarkungsgrenze entspricht im Süden der Landesgrenze mit Thüringen. Der thüringische Nachbarort war ursprünglich Billmuthausen. Eine Gemeindestraße verbindet Niederndorf mit Gauerstadt und Bad Colberg.

## Geschichte
Die erste urkundliche Erwähnung von Niederndorf erfolgte 1482. Der Name bedeutet im Hinblick auf Gauerstadt das untere Dorf.
Zu Beginn des Dreißigjährigen Krieges hatte Niederdorf 28 Einwohner, 1636 lebten noch vier Personen in dem Weiler. 1658 lag der Niederndorfer Flur öd und wüst.
1854 hatte der Ort 54 Einwohner. 1868 besaß die Gemeinde zwei Immobilien, das Armenhaus und das Backhaus. Insgesamt gab es, einschließlich der seit 1492 belegten Rodachmühle, zehn Häuser, acht Stadel, sieben Schweineställe und ein Schafhaus. 1871 wurde südlich von Niederndorf eine zweibogige Sandsteinbogenbrücke über die Rodach errichtet.
Das ehemalige Domänengut mit 76,6 ha Fläche wurde 1936 aufgelöst und an 37 Bewohner der Umgebung verteilt. Dabei wurde eine Neusiedlerstelle mit 15,5 ha Fläche in Niederndorf geschaffen.
1857 wurde Niederndorf mit dem benachbarten Carlshan zu einer Gemeinde verbunden. 1870 folgte die Eingemeindung nach Gauerstadt. Am 1. Mai 1978 wurde Gauerstadt schließlich nach Rodach bei Coburg eingemeindet und Niederndorf Rodacher Stadtteil.